# Flumenpiscense
Flumenpiscense (łac. Diocesis Flumenpiscensis) – stolica historycznej diecezji w Cesarstwie rzymskim, w prowincji Mauretania Sitifense, zlikwidowana w VII w. podczas ekspansji islamskiej, współcześnie w północnej Algierii. Obecnie katolickie biskupstwo tytularne.

## Biskupi
| Lp. | Biskup                             | Funkcja                                     | Od                   | Do                   |
| --- | ---------------------------------- | ------------------------------------------- | -------------------- | -------------------- |
| 1   | Salvador Albert Schlaefer Berg     | wikariusz apostolski Bluefields (Nikaragua) | 25 czerwca 1970      | 22 października 1993 |
| 2   | Andreas Choi Chang-mou             | biskup pomocniczy Seulu (Korea Południowa)  | 3 lutego 1994        | 9 lutego 1999        |
| 3   | Odilon Guimarães Moreira           | biskup pomocniczy Vitórii (Brazylia)        | 4 sierpnia 1999      | 22 stycznia 2003     |
| 4   | Filomeno do Nascimento Vieira Dias | biskup pomocniczy Luandy (Angola)           | 4 października 2003  | 11 lutego 2005       |
| 5   | Reinhard Hauke                     | biskup pomocniczy Erfurtu (Niemcy)          | 11 października 2005 |                      |